# Mouilleron-le-Captif
Pour les articles homonymes, voir Mouilleron.
Mouilleron-le-Captif est une commune française située dans le département de la Vendée en région Pays de la Loire. Elle appartient à l'aire urbaine de La Roche-sur-Yon.

## Géographie
Le territoire municipal de Mouilleron-le-Captif s’étend sur 1 989 hectares. L’altitude moyenne de la commune est de 72 mètres, avec des niveaux fluctuant entre 49 et 83 mètres,.
La commune de Mouilleron-le-Captif est située à l'ouest de la France, à environ 40 km de la côte vendéenne.
| La Genétouze | Le Poiré-sur-Vie     | Dompierre-sur-Yon |
|              | Mouilleron-le-Captif |                   |
| Venansault   |                      | La Roche-sur-Yon  |

### Climat
Pour des articles plus généraux, voir Climat des Pays de la Loire et Climat de la Vendée.
En 2010, le climat de la commune est de type climat océanique altéré, selon une étude du CNRS s'appuyant sur une série de données couvrant la période 1971-2000. En 2020, Météo-France publie une typologie des climats de la France métropolitaine dans laquelle la commune est exposée à un climat océanique et est dans la région climatique  Bretagne orientale et méridionale, Pays nantais, Vendée, caractérisée par une faible pluviométrie en été et une bonne insolation. 
Pour la période 1971-2000, la température annuelle moyenne est de 12,1 °C, avec une amplitude thermique annuelle de 13,6 °C. Le cumul annuel moyen de précipitations est de 836 mm, avec 12,4 jours de précipitations en janvier et 6,6 jours en juillet. Pour la période 1991-2020, la température moyenne annuelle observée sur la station météorologique de Météo-France la plus proche, sur la commune de La Roche-sur-Yon à 6 km à vol d'oiseau, est de 12,4 °C et le cumul annuel moyen de précipitations est de 885,5 mm,. Pour l'avenir, les paramètres climatiques de la commune estimés pour 2050 selon différents scénarios d'émission de gaz à effet de serre sont consultables sur un site dédié publié par Météo-France en novembre 2022.

## Urbanisme

### Typologie
Au 1er janvier 2024, Mouilleron-le-Captif est catégorisée bourg rural, selon la nouvelle grille communale de densité à sept niveaux définie par l'Insee en 2022.
Elle appartient à l'unité urbaine de Mouilleron-le-Captif, une unité urbaine monocommunale constituant une ville isolée,. Par ailleurs la commune fait partie de l'aire d'attraction de La Roche-sur-Yon, dont elle est une commune de la couronne,. Cette aire, qui regroupe 45 communes, est catégorisée dans les aires de 50 000 à moins de 200 000 habitants,.

### Occupation des sols
L'occupation des sols de la commune, telle qu'elle ressort de la base de données européenne d’occupation biophysique des sols Corine Land Cover (CLC), est marquée par l'importance des territoires agricoles (80,9 % en 2018), en diminution par rapport à 1990 (90 %). La répartition détaillée en 2018 est la suivante : 
terres arables (35,1 %), prairies (31 %), zones agricoles hétérogènes (14,7 %), zones urbanisées (11,7 %), zones industrielles ou commerciales et réseaux de communication (7,4 %). L'évolution de l’occupation des sols de la commune et de ses infrastructures peut être observée sur les différentes représentations cartographiques du territoire : la carte de Cassini (XVIIIe siècle), la carte d'état-major (1820-1866) et les cartes ou photos aériennes de l'IGN pour la période actuelle (1950 à aujourd'hui).

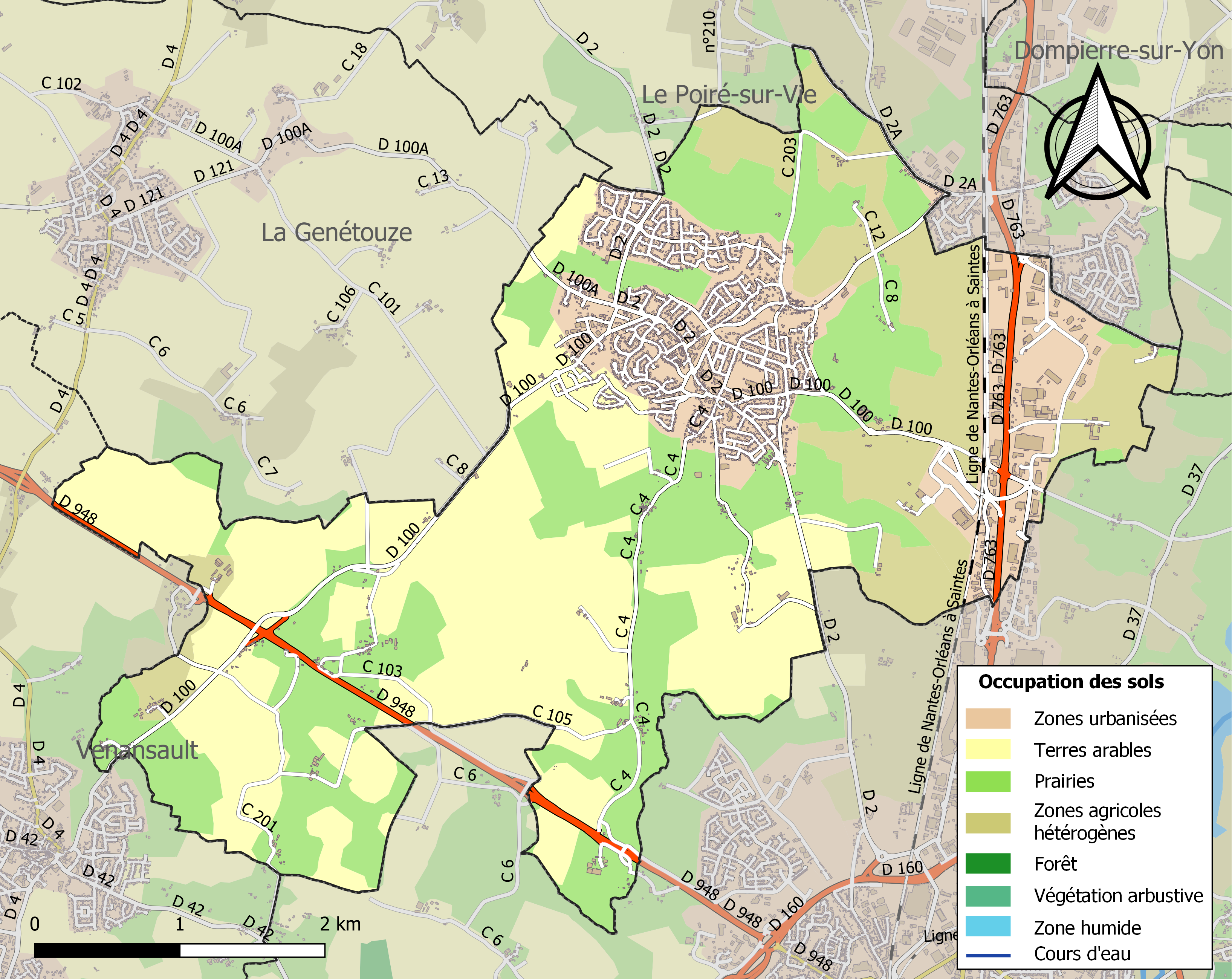
Carte des infrastructures et de l'occupation des sols de la commune en 2018 (CLC).

## Toponymie
On a raconté qu'au Moyen Âge le seigneur de la Mollerie, prisonnier de celui d'Ambois, tournait la meule de son vainqueur ; « Meunier captif » d'où : « Mouilleron-le-Captif ». La légende est plaisante, mais l'explication est sans fondement linguistique.
À l'origine, la commune prit le nom de « Molleron », comme la Mollerie, désignant des terres molles, humides, en contrebas, et enserrant les quelques maisons du bourg.
En 1534, on relève dans un rapport en latin : de Moillerone Captivo = au sujet de Moilleron captif ; ce petit chef-lieu de paroisse était en effet difficile d'accès, « captif » au milieu de nombreux passages à gué. À l'oral, on prononçait « cha-itif » puis « chétif » (au sens de prisonnier à l'époque).
En novembre 1793, Mouilleron devient en principe Mouilleron-le-Libre, cependant, l'arrêté du conseil général restera lettre morte. À partir de 1801, elle prend le nom de Mouilleron-le-Captif.

## Histoire
Le hameau d'Ambois, à deux kilomètres au sud du bourg, fut certainement habité très tôt (passage gallo-romain). Des moines colons y sont envoyés, avant 1123, par l'abbé de Nieul-sur-l'Autise pour y fonder un prieuré appelé La Chanonie  parce qu'ils étaient chanoines réguliers de l'ordre de Saint-Augustin. Avant 1260, fut également créé un prieuré-cure, dépendant de Nieul-sur-l'Autise.
Le 6 février 1794, la colonne infernale de l'adjudant général Dufour brûle Mouilleron et Venansault. Des massacres ont lieu à la Chauffetière, à Villeneuve. On avance le chiffre de 74 maisons détruites. Jean-René François Voisin, prieur curé de Mouilleron, prête serment en 1791, abjure, se marie ; il remplira diverses fonctions officielles de la République à Mouilleron et Belleville.
Parmi les nombreux seigneurs de Beaupuy, citons les Chauvinière dont Jacques II, lieutenant de la vénerie du roi, fait baron en 1642 ; les Tinguy de Nesmy depuis 1835 environ, dont Louis de Tinguy, qui fit construire en 1871 le château actuel en remplacement du vieux logis Renaissance dont il ne reste que quelques pierres.
Le premier maire (1800-1825) fut Charles-Henri Marie Chappot, sieur de la Chanoinie, médecin à Ambois. Pour avoir soigné les armées de Charette, il avait été emprisonné aux Sables-d'Olonne en 1794/1795.
1914-1918 : 59 Mouilleronais meurent pour la France, c'est plus de 10 % de la population masculine de la commune.
1960-1970 : l'exode rural commence à pousser nombre de Vendéens vers le Pays yonnais. C'est le début des lotissements : la population va plus que tripler en vingt-cinq ans.
Lors du plan départemental des fusions et regroupements de communes du 7 juin 1972, le préfet de la Vendée envisage une association de la commune à celle de La Roche-sur-Yon. Cependant, aucun des conseils municipaux n’émet de délibération en faveur d’un tel regroupement.
14 septembre 2012 : ouverture, à l’est de la commune, du Vendéspace, complexe sportif et culturel du département de la Vendée. Il accueille le championnat de France de tennis de table du 28 février au 2 mars 2014 ainsi que l'étape de coupe du monde de trampoline / tumbling du 8 au 11 octobre 2015. Le complexe a également accueilli les huitièmes de finale de la Coupe Davis de tennis 2014, avec une confrontation entre la France et l'Australie. Il reçoit également régulièrement des artistes du monde du spectacle et de la chanson.

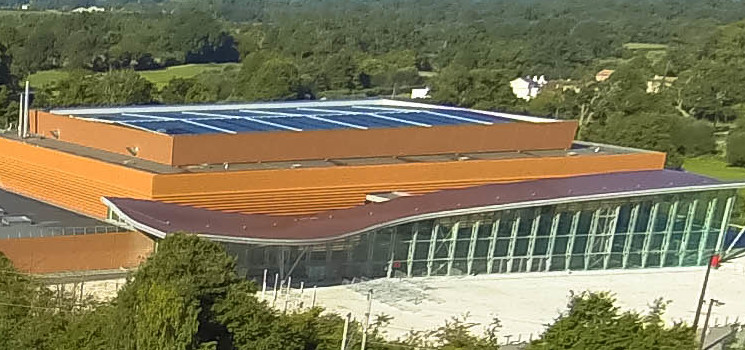
Le Vendéspace.

Depuis 1998, chaque année a lieu en septembre, le Festival Face & Si , cet événement culturel accueille  des artistes et groupes de musique qui viennent se produire.

## Héraldique
| Blason | Blasonnement : De sable aux trois chevrons d'argent, accompagnés en chef à dextre d'une étoile d'or et à senestre d'un croissant aussi d'argent, et en pointe d'une moucheture d'hermine du même, mantelé cousu d'azur chargé de quatre fleurs de lys d'or, deux à dextre l'une sur l'autre et deux à senestre l'une sur l'autre, au comble ondé du même. |

## Politique et administration

### Liste des maires
| Période                                  | Période                  | Identité          | Étiquette    | Qualité |
| ---------------------------------------- | ------------------------ | ----------------- | ------------ | --- |
| 1919                                     | 1922                     | Georges Guériteau |              | Médecin |
| 1922                                     | 1925                     | Charles Martineau |              | |
| 1925                                     | 1946                     | Léon Pondevie     |              | Meunier |
| 1946                                     | octobre 1947             | Eugène Guibert    |              | Charpentier |
| octobre 1947                             | mars 1971                | Aristide Nicou    |              | Hôtelier Président du Mouilleron Sport Football (à partir de 1941)                                                                                                 |
| mars 1971                                | mars 1983                | André Nicou,      |              | Arboriculteur |
| mars 1983                                | 5 avril 2018 (démission) | Philippe Darniche | UDF puis MPF | Pharmacien retraité Sénateur de la Vendée (1995 → 2014) Conseiller général de la Roche-sur-Yon-Nord (1992 → 1998) Président de la CC du Pays-Yonnais (2001 → 2008) |
| 5 avril 2018                             | en cours                 | Jacky Godard      | DVD          | Cadre bancaire 4e vice-président de La Roche-Agglo Réélu pour le mandat 2020-2026                                                                                  |
| Les données manquantes sont à compléter. |                          |                   |              | |

## Environnement
Depuis 2004, la commune de Mouilleron-le-Captif est récompensée de trois fleurs au Concours des villes et villages fleuris.

## Population et société

### Démographie

#### Évolution démographique
L'évolution du nombre d'habitants est connue à travers les recensements de la population effectués dans la commune depuis 1800. Pour les communes de moins de 10 000 habitants, une enquête de recensement portant sur toute la population est réalisée tous les cinq ans, les populations de référence des années intermédiaires étant quant à elles estimées par interpolation ou extrapolation. Pour la commune, le premier recensement exhaustif entrant dans le cadre du nouveau dispositif a été réalisé en 2005.

En 2022, la commune comptait 5 209 habitants, en évolution de +6,02 % par rapport à 2016 (Vendée : +5,33 %, France hors Mayotte : +2,11 %).
| 1800 | 1806 | 1821 | 1831 | 1836 | 1841 | 1846 | 1851 | 1856 |
| ---- | ---- | ---- | ---- | ---- | ---- | ---- | ---- | ---- |
| 435  | 514  | 717  | 730  | 766  | 860  | 876  | 909  | 919  |

| 1861 | 1866  | 1872  | 1876  | 1881  | 1886  | 1891  | 1896  | 1901  |
| ---- | ----- | ----- | ----- | ----- | ----- | ----- | ----- | ----- |
| 946  | 1 029 | 1 050 | 1 063 | 1 095 | 1 110 | 1 093 | 1 074 | 1 111 |

| 1906  | 1911  | 1921 | 1926 | 1931 | 1936 | 1946  | 1954  | 1962  |
| ----- | ----- | ---- | ---- | ---- | ---- | ----- | ----- | ----- |
| 1 143 | 1 106 | 997  | 962  | 964  | 977  | 1 010 | 1 030 | 1 014 |

| 1968  | 1975  | 1982  | 1990  | 1999  | 2005  | 2006  | 2010  | 2015  |
| ----- | ----- | ----- | ----- | ----- | ----- | ----- | ----- | ----- |
| 1 124 | 1 894 | 2 927 | 3 238 | 3 493 | 3 967 | 4 085 | 4 647 | 4 862 |

| 2020  | 2022  | - | - | - | - | - | - | - |
| ----- | ----- | - | - | - | - | - | - | - |
| 4 996 | 5 209 | - | - | - | - | - | - | - |

#### Pyramide des âges
En 2018, le taux de personnes d'un âge inférieur à 30 ans s'élève à 31,9 %, soit au-dessus de la moyenne départementale (31,6 %). À l'inverse, le taux de personnes d'âge supérieur à 60 ans est de 28,0 % la même année, alors qu'il est de 31,0 % au niveau départemental.
En 2018, la commune comptait 2 401 hommes pour 2 545 femmes, soit un taux de 51,46 % de femmes, légèrement supérieur au taux départemental (51,16 %).
Les pyramides des âges de la commune et du département s'établissent comme suit.
| Hommes | Classe d’âge | Femmes |
| ------ | ------------ | ------ |
| 0,3    | 90 ou +      | 1,2    |
| 6,0    | 75-89 ans    | 6,6    |
| 20,3   | 60-74 ans    | 21,5   |
| 22,4   | 45-59 ans    | 21,3   |
| 17,9   | 30-44 ans    | 18,5   |
| 13,6   | 15-29 ans    | 11,8   |
| 19,5   | 0-14 ans     | 19,0   |

| Hommes | Classe d’âge | Femmes |
| ------ | ------------ | ------ |
| 0,8    | 90 ou +      | 2,2    |
| 8,7    | 75-89 ans    | 11,1   |
| 20,3   | 60-74 ans    | 21,3   |
| 20     | 45-59 ans    | 19,4   |
| 17,5   | 30-44 ans    | 16,8   |
| 15     | 15-29 ans    | 13,2   |
| 17,7   | 0-14 ans     | 16,1   |

## Lieux et monuments
- L'église Saint-Martin-de-Tours.
- Le complexe sportif et culturel Vendéspace se situe sur la commune de Mouilleron-le-Captif. Il accueille régulièrement des événements sportifs majeurs : tournoi Challenger de l'Open de Vendée de tennis, matchs de Coupe Davis de tennis, championnat d'Europe de basket-ball féminin, matchs de Ligue Mondiale de volley-ball.
- Le château de Beaupuy.

## Économie

### Revenus de la population et fiscalité
En 2010, le revenu fiscal médian par ménage était de 37 685 €, ce qui plaçait Mouilleron-le-Captif au 3 997e rang parmi les 31 525 communes de plus de 39 ménages en   métropole et à la première place du département de la Vendée (département).

### Entreprises
Mouilleron-le-Captif accueille dans ses deux principaux parcs d’activités l’ensemble des établissements de la Sté Yves Cougnaud, leader français de la construction métallique industrialisée. Avec un CA de 240 m€ et un peu plus de 1200 collaborateurs (dont de très nombreux Mouilleronnais)[réf. nécessaire].

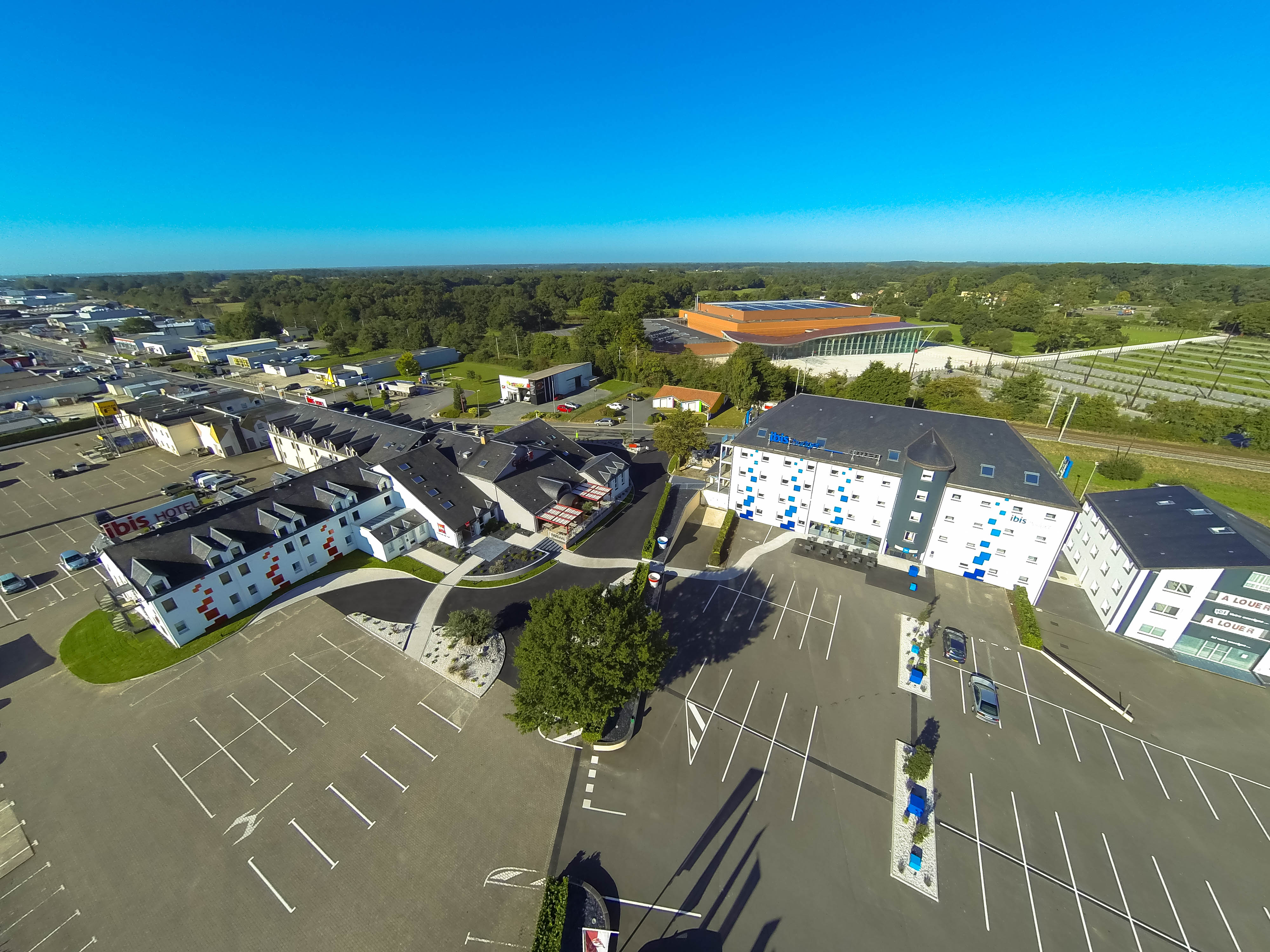
Parc hôtelier zone Beaupuy et Vendéspace à Mouilleron-le-Captif.

Le développement économique du parc d’activités économiques de Beaupuy, à l’est de la commune, qui accueille plus d’une soixantaine d’entreprises, se poursuit à un rythme soutenu depuis plusieurs années. Avec la présence notamment d’hôtels de grands groupes internationaux comme Ibis, Hotel F1, ibis Budget ou Première Classe implantés à seulement quelques centaines de mètres du Vendéspace, complexe sportif et culturel départemental de 21 000 m2. Autre particularité de cette zone d’activités, elle est aussi le premier pôle de négoce automobile vendéen avec la présence du groupe Guénant ou encore Rouyer Automobiles.

## Personnalités liées à la commune
- Thomas Voeckler, ancien coureur cycliste professionnel, habite la commune.
- Philippe Darniche, maire de la commune de 1983 à 2018.

## Pour approfondir